# Ernst Kribben
Ernst Kribben (* 21. Juni 1898 in Kassel; † 25. September 1976 in Lingen (Ems)) war ein deutscher Landrat und Oberkreisdirektor. Er wirkte als von 1937 bis 1945 als Landrat im Landkreis Naugard, zudem vertretungsweise von 1940 bis 1942 als Landrat im benachbarten Landkreis Cammin i. Pom. Von 1948 bis 1961 war er Oberkreisdirektor des Landkreises Lingen.
Kribben besuchte Gymnasien in Kassel, Aachen und Köln. Nach dem Abitur 1916 leistete er Kriegsdienst, zuletzt als Leutnant. Von 1921 bis 1925 studierte er Rechtswissenschaften und Volkswirtschaftslehre an der Universität Münster, der Universität Köln und der Universität Bonn. Nach Stationen als Gerichtsreferendar und Regierungsreferendar wurde er 1929 Regierungsassessor. Zum 1. Mai 1933 trat er in die NSDAP ein (Mitgliedsnummer 2.178.295). 1933 wurde er Regierungsrat im Preußischen Finanzministerium. 1936 war er kurzzeitig vertretungsweise mit der Verwaltung des Landratsamtes im Kreis Coesfeld beauftragt, dann aber weiter im Preußischen Finanzministerium tätig.
Kribben wurde dann Landrat des Kreises Naugard, zunächst ab Oktober 1937 kommissarisch, ab Juni 1938 dann endgültig bis 1945. In dieser Zeit war er im Kreis Naugard auch von 1938 bis 1945 Kreisführer des Deutschen Roten Kreuzes, von 1939 bis 1945 Kreisführer des Volksbundes Deutscher Kriegsgräberfürsorge. Von 1940 bis 1942 war er zudem vertretungsweise als Landrat im benachbarten Landkreis Cammin i. Pom. tätig.
Nach dem Zweiten Weltkrieg konnte Kribben seine Laufbahn als Verwaltungsbeamter fortsetzen. So wurde er im Dezember 1948 Oberkreisdirektor des Landkreises Lingen. Ende September 1961 trat er in den Ruhestand.